# USS Enterprise (CVN-65)
La USS Enterprise (CVN-65), in precedenza CVA(N)-65, è stata la prima portaerei a propulsione nucleare della storia e l'ottava unità degli Stati Uniti d'America a utilizzare questo nome. Come la portaerei con lo stesso nome che l'aveva preceduta la nave è soprannominata "Big E" ("grande E" in inglese). Con i suoi 342 m, è la nave da guerra più lunga del mondo, mentre con le sue 94781 tonnellate di dislocamento, si colloca all'undicesimo posto tra le superportaerei, dopo le dieci unità della classe Nimitz. L'Enterprise aveva un equipaggio di 4 600 persone.
Unica nave della sua classe, l'Enterprise ha avuto una lunga vita operativa, arrivando a essere la seconda più vecchia nave in servizio della United States Navy, seconda solo al vascello tre alberi in legno USS Constitution. Inizialmente ne era previsto il disarmo nel 2014 o 2015, in funzione della durata dei suoi reattori nucleari e del completamento della sua sostituta, la USS Gerald R. Ford (CVN-78), ma il National Defense Authorization Act per l'anno fiscale 2010 ne ha sancito la cessazione dal servizio nel 2013, facendole quindi raggiungere una vita operativa totale di 51 anni consecutivi, risultato mai raggiunto da altre portaerei statunitensi.
Il porto di origine della Enterprise era la Naval Station Norfolk in Virginia fino al settembre 2012. L'ultima campagna operativa prima del disarmo iniziò il 10 marzo 2012 per terminare il 4 novembre 2012. L'unità è stata messa in disarmo il 1º dicembre 2012 e verrà radiata dopo che i suoi reattori nucleari verranno svuotati dal combustibile nucleare. Il nome è stato adottato dalla futura portaerei Classe Gerald R. Ford che prenderà il nome di USS Enterprise (CVN-80), mandando in pensione la USS Dwight D. Eisenhower (CVN-69).

## Storia

### Dal 1960 al 1967
- 25 novembre 1961: la nave viene commissionata.
- 20 febbraio 1962: l'Enterprise recupera l'astronauta John Glenn del programma Mercury, primo astronauta in orbita degli Stati Uniti.
- Agosto 1962: la Enterprise raggiunge la base Nato a Gaeta.
- Ottobre 1962: la Enterprise ritorna alla base di Norfolk in Virginia.

#### La crisi dei missili a Cuba
- 22 ottobre 1962: il presidente John Fitzgerald Kennedy annuncia pubblicamente che sono state scoperte delle basi di missili nucleari sovietici nell'isola di Cuba. La Enterprise, appoggiata dalle portaerei Essex, Independence e Randolph, attua un blocco navale dell'isola.
- 25 ottobre 1962: viene fermata la prima nave sovietica.
- 28 ottobre 1962: il presidente Nikita Khrushchev accetta di ritirare i missili da Cuba.

### Dal 1967 al 1970
- 23 gennaio 1968: la Enterprise viene mandata in missione di salvataggio nel Mare del Giappone, dopo che viene diffusa la notizia della cattura della USS Pueblo da parte di una nave militare nordcoreana.
- 14 gennaio 1969: approssimativamente alle 8:19 del mattino un razzo di un F-4 Phantom esplose inspiegabilmente incendiando buona parte della nave, uccise 27 persone ferendone altre 314.
- Marzo 1969: completati i lavori di riparazione a Pearl Harbor

### Dal 1970 al 1980
- 19 gennaio 1971: i reattori vengono riforniti di energia sufficiente per i 10 anni seguenti.
- Luglio: nel Vietnam la Enterprise insieme alla Oriskany e alla Midway finì nel mezzo di tre tornado.
- 9 febbraio 1975: la Enterprise opera una missione di salvataggio alle Mauritius dopo il passaggio del Tornado Gervaise
- Aprile 1975: il presidente Gerald R. Ford ordina la ritirata dal Vietnam; la Enterprise ritorna alla sua base.
- 27 febbraio 1979: la Enterprise porta in Uganda i viveri per la popolazione locale, dopo una terribile carestia occorsa sul posto.

### Dal 1980 al 1990
- 1982: vengono apportate importanti modifiche alla nave.
- 28 aprile 1986: la Enterprise diventa la prima portaerei nucleare ad attraversare il Canale di Suez.
- 14 aprile 1988: la Enterprise scorta la dragamine Samuel B. Roberts per far detonare una mina iraniana in acque internazionali.
- settembre 1989: ulteriori importanti modifiche sul sistema difensivo.
- dicembre 1989: su richiesta del premier filippino Corazon C. Aquino, il presidente George H. W. Bush invia la Enterprise e la USS Midway per dare supporto aereo contro i rivoltosi.

### Dal 1990 al 2000
- marzo 1990: la Enterprise compie un giro del Mondo, lungo circa 69.000 km.
- ottobre 1996: la Enterprise inizia il suo più significativo sviluppo che la porterà ad essere la portaerei più grande del mondo.
- 20 dicembre 1996: la Enterprise finisce l'aggiornamento: è la portaerei più grande del mondo.
- Notte dell'8 novembre 1998: un EA-6B Prowler si schianta contro un S-3 Viking. Gli aerei prendono fuoco e i piloti (sei in tutto) si catapultano fuori dai velivoli. Quattro di loro risulteranno dispersi.

### Dal 2000 a oggi
- 11 settembre 2001: la nave durante gli attentati dell'11 settembre 2001 si trovava nel Golfo Persico. In seguito la portaerei veniva reinviata nel Golfo Persico a combattere.
- Ottobre/novembre 2001: la nave torna alla sua base, in Virginia.
- 2003/2004: la nave fornisce supporto aereo contro l'Iraq.
- settembre 2004: la portaerei partecipa a SummerSurge 2004, una serie di esercitazioni multinazionali.
- 1º dicembre 2012: la portaerei viene posta in disarmo alla stazione navale di Norfolk, Virginia, in attesa di conoscere il suo destino.

## Nei media
La USS Enterprise appare sia in opere cinematografiche che in serie televisive:
- Nel film Appuntamento sotto il letto (1968).
- Nel film Piedone a Hong Kong (1975) appare brevemente nel momento in cui il protagonista vola in elicottero da Hong Kong a Macau.
- Nel film Top Gun (1986): è la portaerei su cui vengono inviati verso la fine del film e da cui partono per la missione Maverick (Tom Cruise) e Iceman (Val Kilmer).
- Nel film di Star Trek Rotta verso la Terra (1986). In tale occasione però la nave non fu accessibile per le riprese interne che vennero effettuate sulla USS Ranger (CV-61). La scelta non è stata casuale: la USS Enterprise fu infatti la fonte di ispirazione per il nome dell'astronave protagonista della serie TV: la nave stellare Enterprise. Il vascello compare anche nella serie Star Trek: Enterprise sia nella sigla che in un quadro presente nell'ufficio del Capitano Jonathan Archer a bordo della Enterprise (NX-01) sia in Star Trek: The Next Generation dove è presente come modellino nell'ufficio del capitano Jean Luc Picard a bordo della USS Enterprise (NCC-1701-D). Tale modellino è presente anche a bordo della USS Enterprise (NCC-1701-E) nave apparsa per la prima volta nel film Star Trek: Primo Contatto. Infine, anche se indirettamente, questo vascello ha dato il nome anche allo Space Shuttle Enterprise, così chiamato in onore della serie televisiva grazie ad una petizione dei fan.
- Nel film Midway (2019) il film si ambienta sulla USS Enterprise.